# Korytnica-kúpele

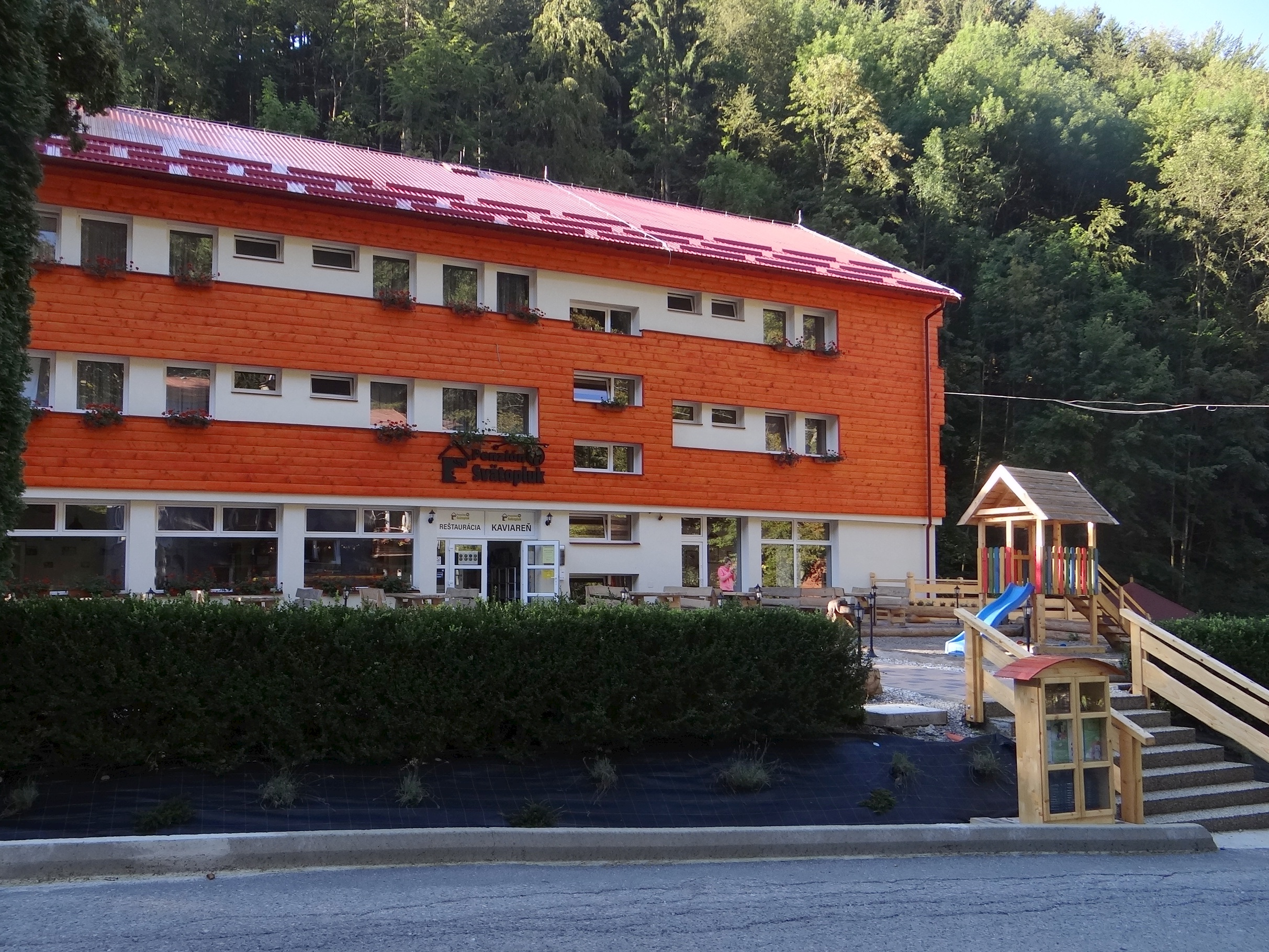

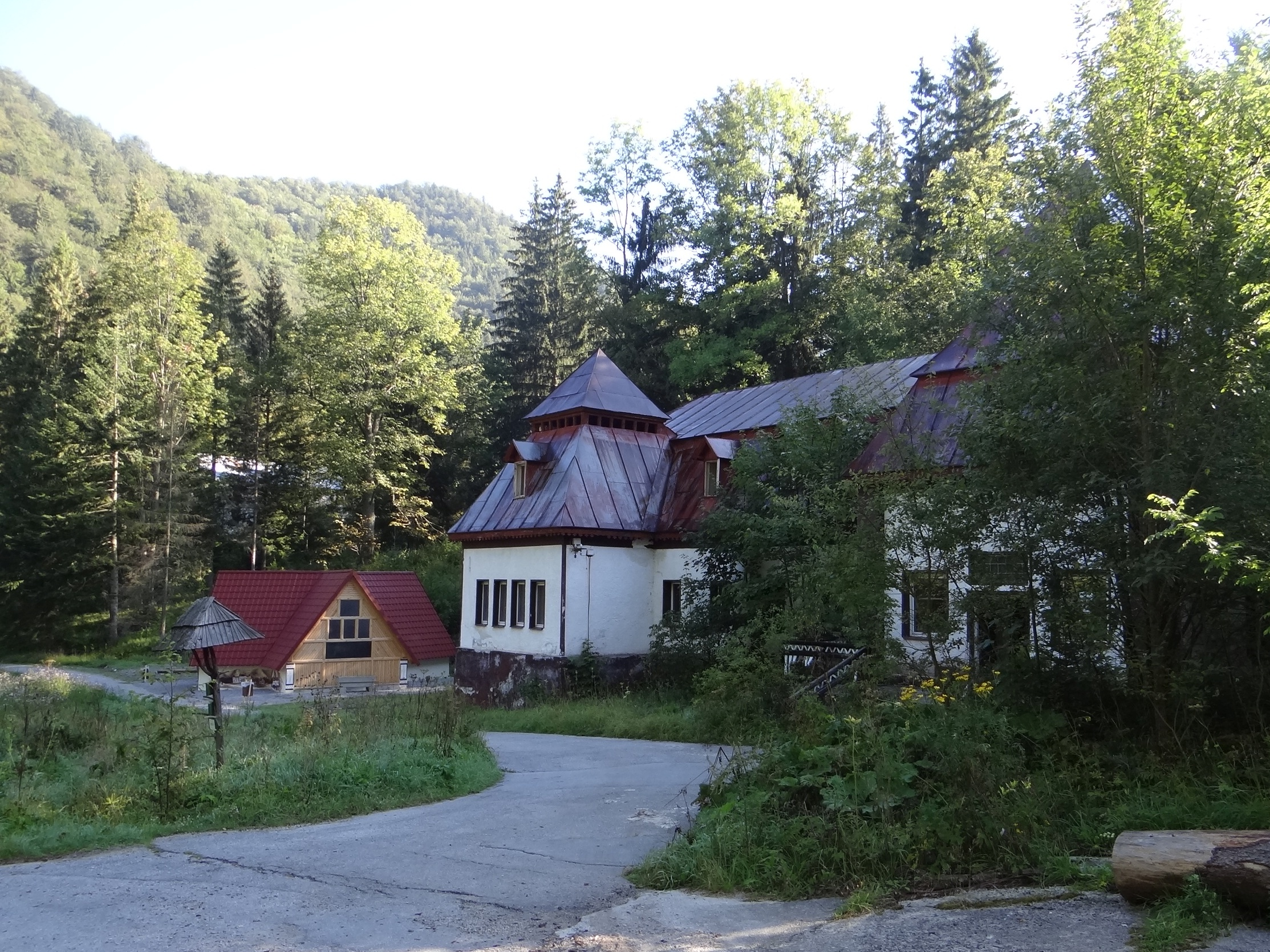

Korytnica-kúpele – część miejscowości Liptovská Osada w powiecie Rużomberk, kraju żylińskim, w północnej Słowacji. Pod względem geograficznym znajduje się w dolinie potoku Medokýš w zachodniej części Niżnych Tatr.
Korytnica-kúpele to uzdrowisko z kilkoma źródłami wód mineralnych. Ma bogatą historię sięgającą XVI wieku. Woda mineralna z Korytnicy otrzymała  w 1873 roku medal na światowej wystawie w Wiedniu, a w 1904 r. jako jedyna z wód europejskich w amerykańskim St. Louis. Ze źródła Wojciech wypływa woda mineralna o stałej temperaturze 5,4° C i jest to najzimniejsza z wszystkich wod mineralnych na Słowacji. W Korytnicy wybudowano dom uzdrowiskowy, w którym leczył się m.in. władca austro-węgierski Franciszek Józef I, a do 1974 r. do Korytnicy prowadziła wąskotorowa linia kolejowa z Doliny Korytnickiej.
Po 1980 r. uzdrowisko w Korytnicy zaczęło podupadać, a w 2003 r. zostało zamknięte. W 2013 r. zostało wykupione przez pochodzącego z Chorwacji francuskiego przedsiębiorcę, który zrekonstruował cztery ujęcia wód mineralnych: Vojtech I., Vojtech II., Žofia, Jozef oraz Anton i otworzył pensjonat "Svätopluk" z restauracją i kawiarnią. Większość dawnych budynków uzdrowiskowych znajduje się w stanie ruiny. W dalszym ciągu stoi tu drewniana kaplica pod wezwaniem św. Andrzeja z 1859 r. (podlega parafii rzymskokatolickiej w Liptowskiej Osadzie). W centrum osady zachował się również kamienny krzyż, wzniesiony w 1869 r. jako wotum wdzięczności przez uzdrowionych korytnickimi wodami.
Obecnie w Korytnicy jest parking dla samochodów, działa pensjonat, restauracja i kawiarnia, a z ujęć wody można za darmo pobrać wodę mineralną. Z osady tej wychodzą szlaki turystyki pieszej i rowerowej w Niżne Tatry.

## Szlaki turystyczne
Korytnica rázcestie – Korytnica-kúpele – sedlo pod Babou – Przełęcz Hiadelska – Hiadeľska dolina – Hiadeľ
  pieszy: Korytnica rázcestie – Korytnica-kúpele – Patočiny – przełęcz między Lysą i Čiernym vrchem – Banské – Liptovská Lúžna
 rowerowy, odcinek: Liptovská Osada – Korytnica rázcestie – Korytnica-kúpele – Patočiny – przełęcz między Lysą i Čiernym vrchem – Banské – Liptovská Lúžna – Liptovská Osada
 Donovaly – Hadliarka – sedlo Hadlanka – Hiadeľské sedlo – sedlo pod Babou – Korytnica-kúpele – Korytnica rázcestie